# Không lực Afghanistan

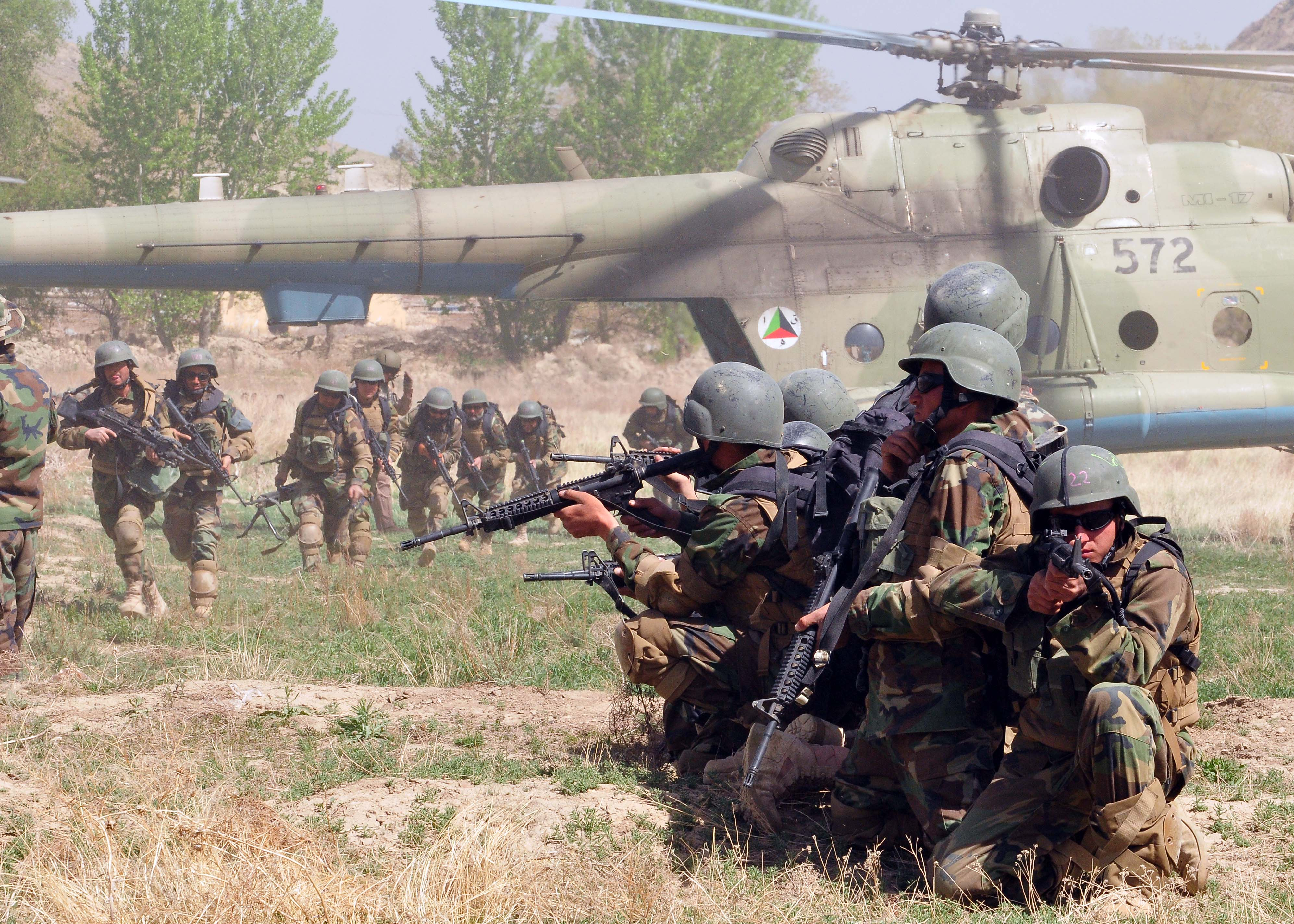
Không lực Afghanistan đang triển khai tác chiến vào năm 2010

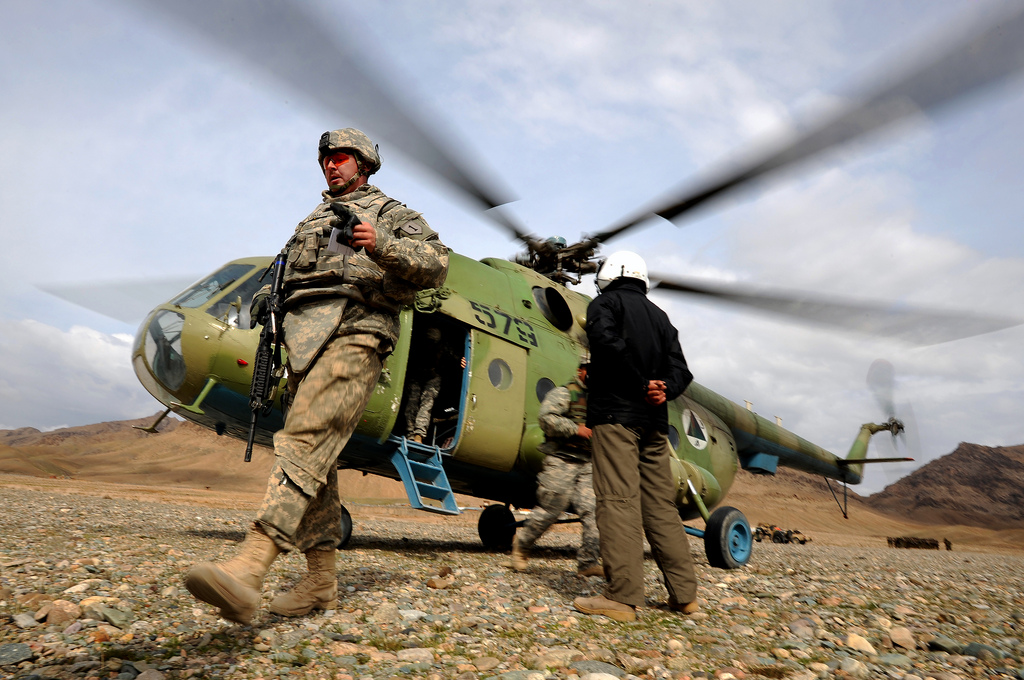
Một đơn vị của Không lực Afghanistan đang tác chiến trên chiến trường

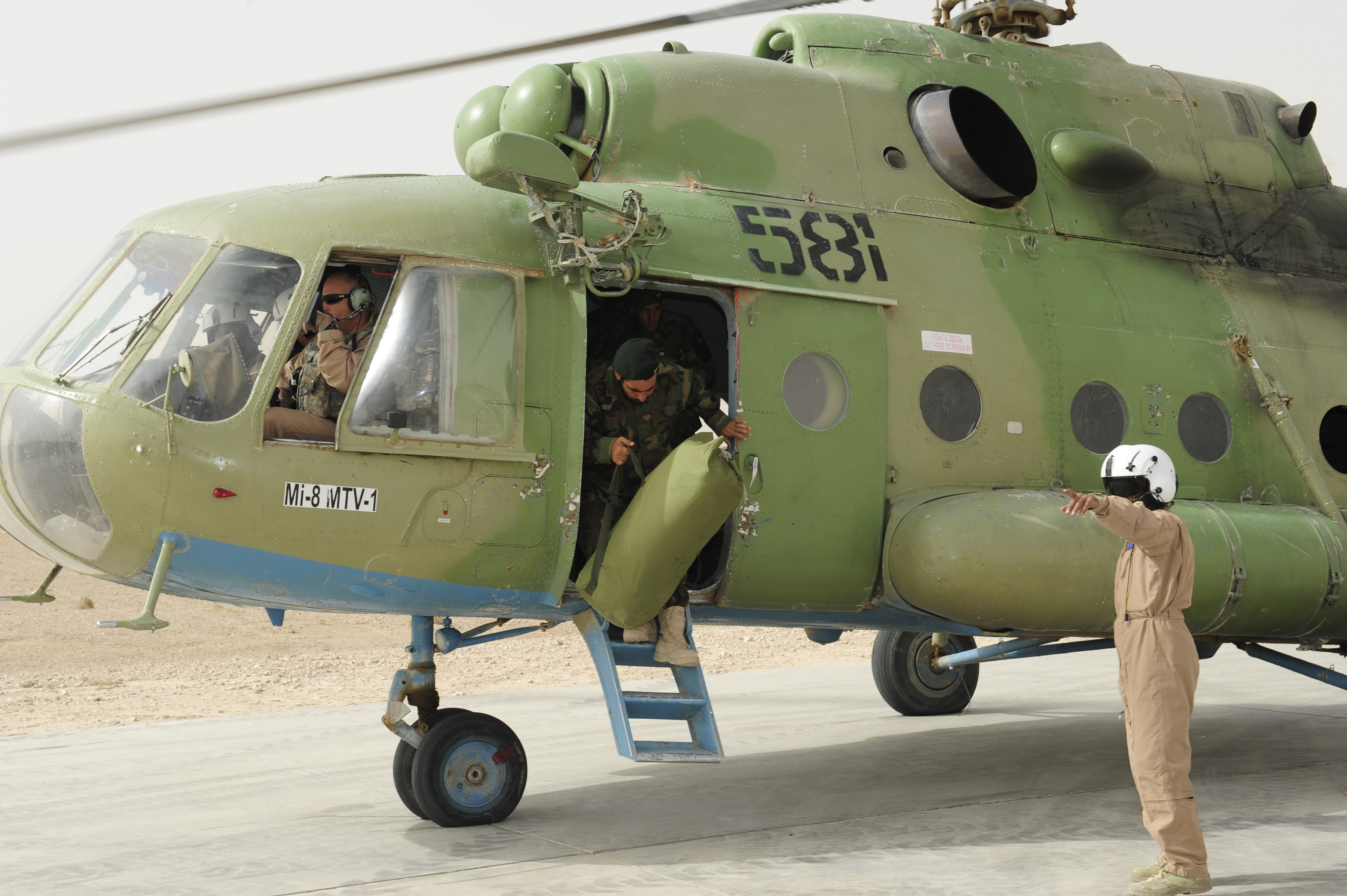
Trang bị tối tân, hiện đại của Không lực Afghanistan

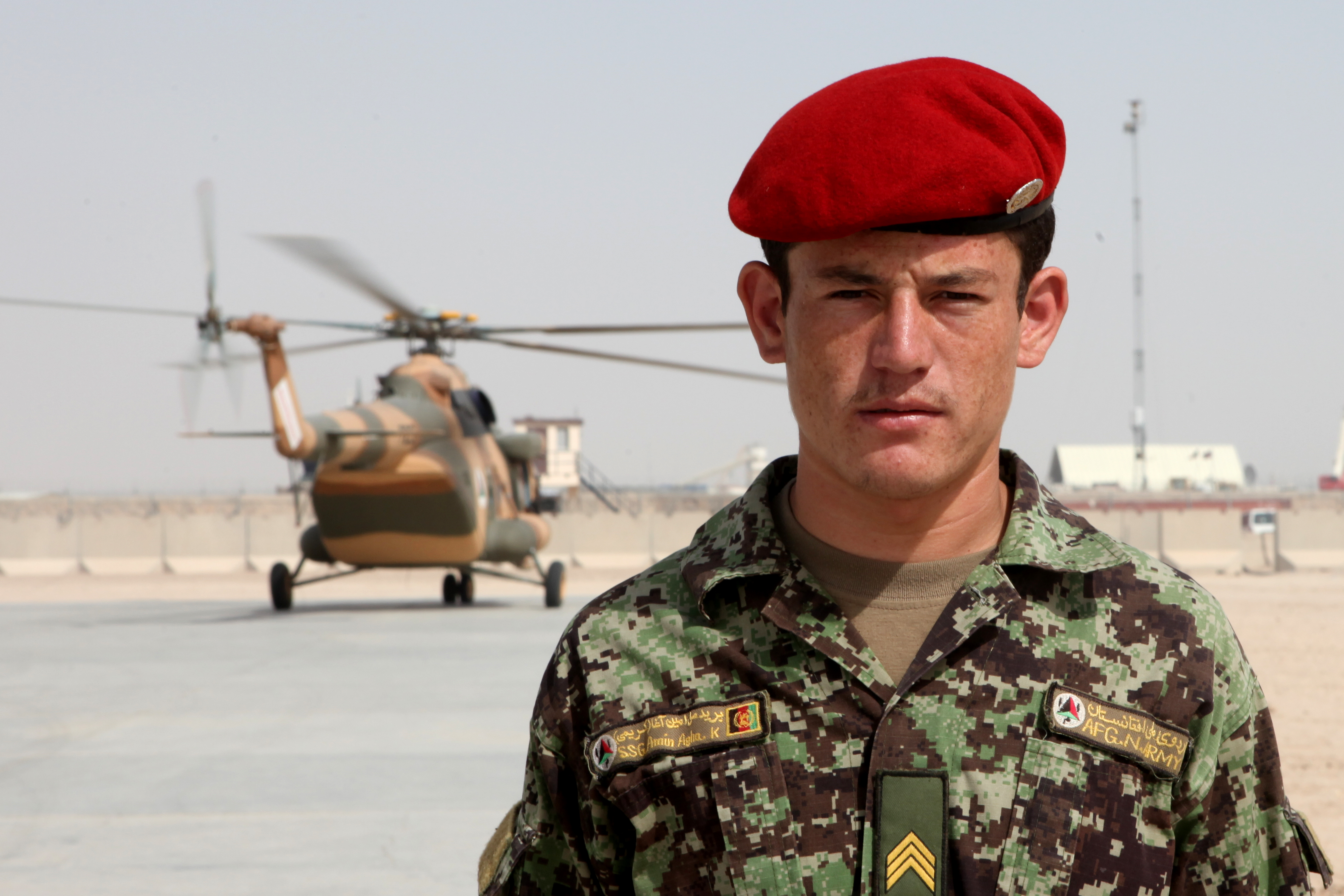
Một quân nhân trong biên chế của Không lực Afghanistan

Không lực Afghanistan (tiếng Pashto: دافغانستان هوائی ځواک; tiếng Dari: قوای هوائی افغانستان, tiếng Anh: Afghan Air Force, viết tắt là AAF) là đơn vị tác chiến trên không thuộc biên chế trong Lực lượng vũ trang Afghanistan của Cộng hòa Hồi giáo Afghanistan từ năm 2004 đến năm 2021. Không lực Afghanistan được biên chế, tổ chức thành  4 không đoàn, với Không đoàn thứ nhất phụ trách tại Kabul, Không đoàn thứ 2 đứng chân tại Kandahar, Không đoàn thứ 3 trú đóng tại Shindand và Không đoàn thứ 4 tại Mazar-i-Sharif ở miền bắc Afghanistan. Trung tướng Mohammad Dawran là đương kim Tham mưu trưởng của Không quân Afghanistan và Tướng Abdul Fahim Ramin là đương kim Tư lệnh Không quân Afghanistan tính cho đến trước khi Kabul thất thủ. Trung tâm chỉ huy (Đại bản doanh) của Không lực Afghanistan được đặt tại Sân bay Quốc tế Hamid Karzai ở thủ đô Kabul. Căn cứ không quân Shindand ở tỉnh Herat đóng vai trò là cơ sở đào tạo chính cho toàn quân.
Khởi đầu khá ọp ẹp, trong Chiến dịch Tự do Bền vững do Mỹ và NATO phát động vào cuối năm 2001, khi chính phủ Taliban bị lật đổ và phải rút lui khỏi quyền lực thì tất cả những gì còn lại của Không lực Afghanistan chỉ là một vài máy bay trực thăng. Kể từ năm 2007, khi Lực lượng Chuyển đổi Sức mạnh Không quân Liên hợp NATO (CAPTF) được đổi tên thành Bộ Tư lệnh Huấn luyện Không quân NATO-Afghanistan (NATC-A) vào năm 2010 đã hoạt động rất hiệu quả trong việc tái thiết và hiện đại hóa Không quân Afghanistan. Cơ chế CAPTF/NATC-A đóng vai trò là thành phần phụ trách không quân của Bộ chỉ huy chuyển tiếp an ninh hỗn hợp NATO-Afghanistan chịu trách nhiệm tổ chức Các lực lượng vũ trang Afghanistan.
Không lực Afghanistan đã được biên chế khoảng 183 máy bay vào năm 2021 và đã có trong tay hơn 7.000 phi công và dự định nâng cấp quân số của Không lực Afghanistan lên 8.000 phi công và tăng số lượng máy bay, vốn đang dần trở nên tiên tiến hơn. Sau khi các lực lượng NATO rút lui vào mùa hè năm 2021, ngoài một cuộc tấn công quy mô lớn của Taliban, Lực lượng Không quân đã tan rã với đỉnh điểm là sự sụp đổ của Kabul và Tổng thống Ashraf Ghani chạy sang Tajikistan. Một số lượng lớn các phi công đã bỏ trốn khỏi đất nước hoặc phải chịu cảnh điêu đứng khi đối mặt với Taliban, với một lượng lớn máy bay cánh cố định và cánh quay đã bị Taliban phá hủy hoặc thu giữ. Sau khi Tổng thống Ashraf Ghani đã nhanh chóng trốn thoát bằng máy bay, các phi công còn lại nhanh chóng bỏ vị trí chiến đấu và Không quân Afghanistan trên thực tế không còn tồn tại.